# Brauerplate
Die Brauerplate ist eine Sandbank und teilweiser Hochsand im niedersächsischen Wattenmeer der Nordsee. Der südliche Zipfel der Sandbank mit dem Hochsand befindet sich etwa drei Kilometer nördlich der Insel Borkum im Wasser der Osterems, zwischen dem Voorentief und dem Hommegat.
Intensive Untersuchungen Mitte der 1990er Jahre stellten großräumige morphologische Veränderungen nördlich von Borkum fest. Diese Veränderungen stehen im Zusammenhang mit komplexen Verlagerungsprozessen der Osterems, des Hommegats und der Brauerplate. Von Borkum aus wird die Brauerplate etwa seit dem Jahr 2000 auch für den Nichtgeologen zunehmend als inselähnliches Objekt wahrnehmbar.
Da in die Entwicklung der Sandbank von menschlicher Seite nicht eingegriffen wird, ist damit zu rechnen, dass sich ihre Größe und Struktur weiter verändern werden. Die Brauerplate gehört zur Schutzzone (Zone I) des Nationalparks Wattenmeer und darf nicht betreten werden.
In der Vergangenheit wurde die Brauerplate zur kontrollierten Sprengung von Munition genutzt.

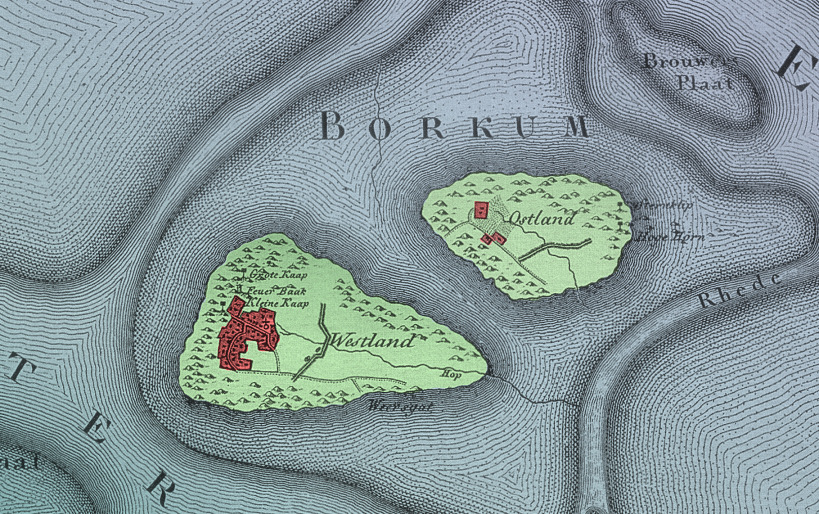
Ausschnitt aus der Karte von Karl Ludwig von Le Coq im Jahr 1805: Die beiden früheren Teile der heutigen Insel Borkum; nordöstlich davon die Brouwers Plaat
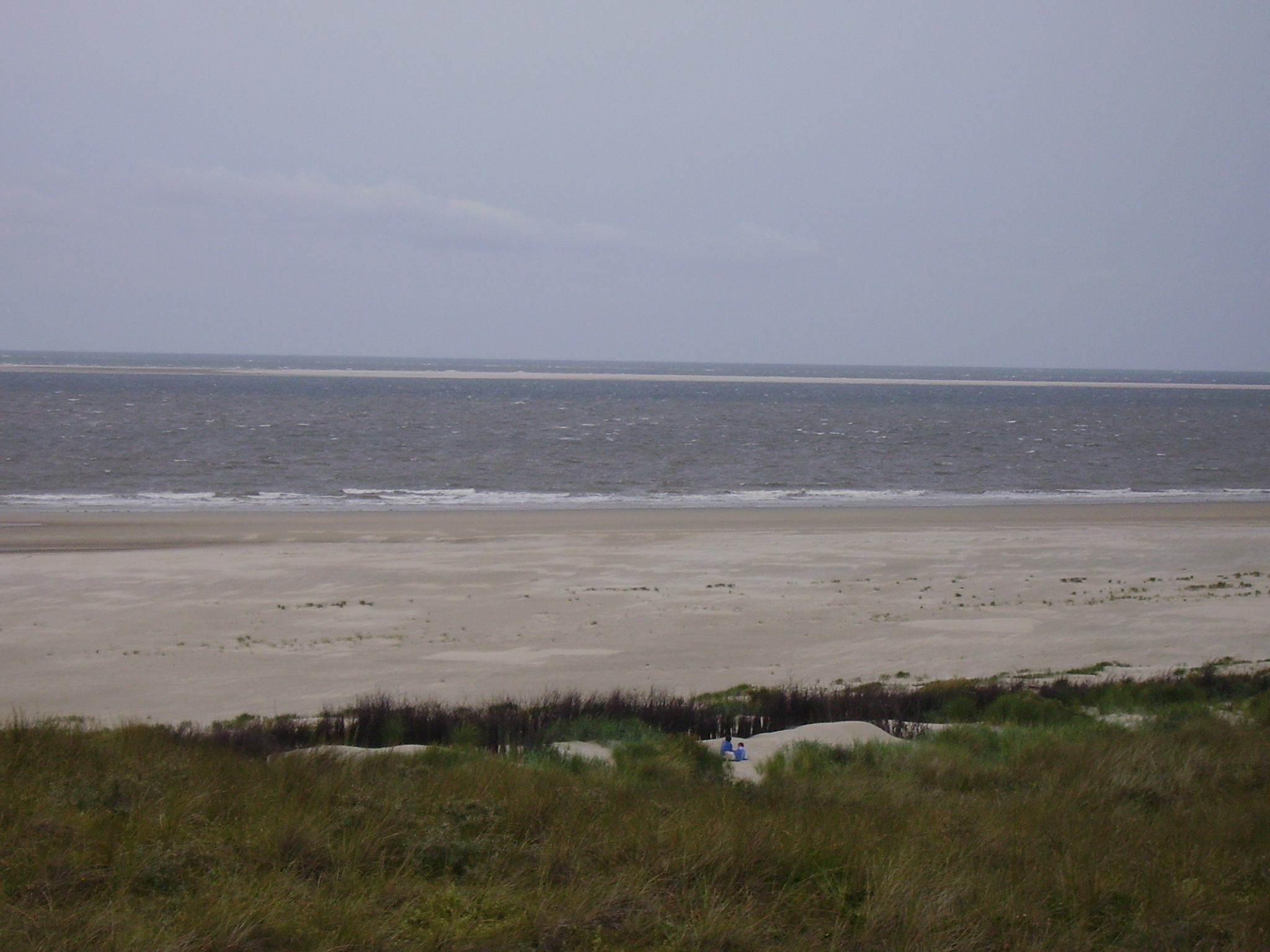
Die Brauerplate von Borkum aus gesehen. Die Entfernung beträgt etwa drei Kilometer.